# Редфилд, Уильям
Уильям Редфилд — американский актер. Сыграл маленького мальчика в Унесенных ветром 1939 года. Начал свою карьеру в 1947 году. Прославился с сериалом 1948 года, Саспенс. В 1955 году познакомился с Уолли Даниэль. Хотел на ней жениться. Но в 1959 году они расстались. Уильям никогда не был женат. Он не имел детей. В мировом кино стал известен в 1975 году, когда вышел фильм «Пролетая над гнездом кукушки». Через год у него обнаружили лейкемию и он скончался 17 августа 1976 года.

## Фильмография
1. 1939 — Унесённые ветром — маленький мальчик
2. 1948 — Саспенс — Билл Уорлок
3. 1950 — Сеть — Ерик
4. 1955 — Покорения Космоса — Рэй Купер
5. 1957 — Альфред Хичкок — Фред Логан
6. 1959 — Защитник — Бенджамин Рольф
7. 1961 — Связной — Джим Браун
8. 1964 — Гамлет — Гилденстерн (телевизионный фильм, по постановке на Бродвее)
9. 1965 — Моритури — Болдвин
10. 1966 — Дуэль в Дибло — сержант Форрестер
11. 1966 — Фантастическое путешествие — капитан Билл Уолтер
12. 1969 — Медицинский центр — доктор Партинсон
13. 1971 — Новый лист — мистер Беккет
14. 1971 — Такие хорошие друзья — Уилл Тернер
15. 1972 — Краденый камень — мистер Лу, у него похитили камень
16. 1974 — Всё ради Питта — Фред Роббинс
17. 1974 — Жажда смерти — Сэм Краузер
18. 1975 — Пролетая над гнездом кукушки — мистер Хардинг
19. 1977 — Милая подруга — мистер Миллиард (последняя роль)